# Municipio de Saratoga (Nebraska)
El municipio de Saratoga (en inglés: Saratoga Township) es un municipio ubicado en el condado de Holt en el estado estadounidense de Nebraska. En el año 2010 tenía una población de 57 habitantes y una densidad poblacional de 0,41 personas por km².

## Geografía
El municipio de Saratoga se encuentra ubicado en las coordenadas 42°46′39″N 98°49′46″O / 42.77750, -98.82944. Según la Oficina del Censo de los Estados Unidos, el municipio tiene una superficie total de 138.72 km², de la cual 138,56 km² corresponden a tierra firme y (0,12 %) 0,16 km² es agua.

## Demografía
Según el censo de 2010, había 57 personas residiendo en el municipio de Saratoga. La densidad de población era de 0,41 hab./km². De los 57 habitantes, el municipio de Saratoga estaba compuesto por el 98,25 % blancos y el 1,75 % eran de una mezcla de razas. Del total de la población el 0 % eran hispanos o latinos de cualquier raza.